# Scramble (jeu vidéo)
Pour les articles homonymes, voir Scramble.
 (août 2010).
Si vous disposez d'ouvrages ou d'articles de référence ou si vous connaissez des sites web de qualité traitant du thème abordé ici, merci de compléter l'article en donnant les références utiles à sa vérifiabilité et en les liant à la section « Notes et références ».
Scramble (japonais : スクランブル, rōmaji : sukuranburu) est un jeu vidéo de tir à défilement horizontal de l'éditeur japonais Konami, sorti en 1981 sur borne d'arcade fabriquée par Stern Electronics.
Le jeu est de nouveau proposé sur Xbox Live Arcade en 2006 et le Game Room de Xbox 360 Microsoft Game Studios en 2010.

## Système de jeu
Il a inspiré Super Cobra de Konami également, qui sort la même année et réutilise son moteur logiciel, ses graphismes et la majorité de ses caractéristiques et les améliore. Puis cela à probablement inspiré, sous l'influence de Vanguard de SNK, série Gradius que commencera Konami, quatre ans plus tard, en 1985, puis la série Salamander, également influencé par Vanguard de SNK qui commence en 1986. Enfin la série R-Type d'Irem, commençant en 1987 s'est très inspiré de ces dernières.
Comme dans Gradius (également connu sous le nom « Nemesis »), un vaisseau spatial, se déplace de gauche à droite, tire à la fois des sortes de balles ou mini lasers et des bombes. Il passe au-dessus de différents paysages (montagnes, paysages métalliques), dans lesquels on retrouve des ennemis au sol, des missiles qui partent du sol et des ennemis volants. Enfin dans la dernière étape du jeu, il faut doit détruire un obstacle final (ici un simple réservoir, difficile à atteindre). L'inspiration vient peut-être de la série cinématographique Star Wars où le vaisseau détruit un objet dans un tunnel métallique.
Contrairement à Gradius, les deux armes sont acquises dès le début du jeu et ne varieront pas.

## Postérité
La même année SNK sort Vanguard, plus avancé, dont certains paysages rappellent ceux de Gradius. Des sortes d'ovoïdes bleues, qui y sont des ennemis, ressemblent également fortement à l'« Option » de Gradius. Comme dans la série Salamander, le jeu passe de défilement horizontales à verticaux, on retrouve des monstres et décors organiques et un monstre final niché dans une cavité.
Dans le jeu Super Cobra de Konami qui sort également en 1981 sur borne d'arcade, on retrouve également le principe d'un aéronef se promenant dans une caverne (à la place de montagnes dans Scramble), mais il s'agira ici d'un hélicoptère. Konami a réutilisé les graphismes de Scramble et a amélioré les caractéristiques du jeu. Les ennemis volants arrivant par vague (très proches des vagues de début de niveau de Gradius). Comme dans ce dernier, des ennemis commencent à se déplacer au sol, certains missiles sont directionnels et certains ennemis sont plus résistants, il faut tirer plusieurs fois dessus pour les détruire. La mission finale y a par contre changée, il faut emporter une caisse posée au sol.
Scramble fait l'objet de plusieurs portages plus ou moins officiels sur ZX81 en 1982 : QS Scramble de Quicksilva (1982), ZX Scramble de Michael Orwin, et Super Scramble de Software Farm.

## Accueil
Scramble figure dans le top 100 du livre Guinness World Records Gamer's Edition édité en 2008.